# Пшетич-Фольварк
Пшетич-Фольварк (пол. Przetycz-Folwark) — село в Польщі, у гміні Длуґосьодло Вишковського повіту Мазовецького воєводства.
Населення — 110 осіб (2011).
У 1975-1998 роках село належало до Остроленцького воєводства.

## Демографія
Демографічна структура станом на 31 березня 2011 року:
|          | Загалом | Допрацездатний вік | Працездатний вік | Постпрацездатний вік |
| -------- | ------- | ------------------ | ---------------- | -------------------- |
| Чоловіки | 56      | 10                 | 38               | 8                    |
| Жінки    | 54      | 10                 | 28               | 16                   |
| Разом    | 110     | 20                 | 66               | 24                   |